# Катастрофа Як-40 в Хороге
Катастрофа Як-40 в Хороге — крупная авиационная катастрофа, произошедшая в субботу 28 августа 1993 года. Авиалайнер Як-40 авиакомпании «Точикистон» выполнял рейс по маршруту Хорог—Душанбе, но при взлёте самолёт не поднялся в воздух, выкатился за пределы ВПП, столкнулся с бруствером и дотом, а затем рухнул в реку Пяндж и разрушился. Погибли 82 человека на борту из 86 (81 пассажиров и 5 членов экипажа), выжили 4, все получили ранения
На 2025 год это крупнейшая авиационная авиакатастрофа в истории Таджикистана и самолёта Як-40.

## Самолёт
Як-40 (регистрационный номер СССР-87995, заводской 9541944, серийный 44-19) был выпущен Саратовским авиазаводом 11 декабря 1975 года. 31 декабря того же года был передан МГА СССР. Салон самолёта имел вместимость на 28 пассажиров. Изначально лайнер был передан в Якутское Управление гражданской авиации, где эксплуатировался в различных авиаотрядах (Якутский, УТО-17, Алданский и Нерюнгринский), а 26 февраля 1988 года был переведён в Таджикское УГА, где эксплуатировался в Душанбинском ОАО. В январе 1993 года перешёл в авиакомпанию «Точикистон», созданную на базе Таджикского УГА, сменив при этом буквенную часть б/н с СССР-87995 на EY-87995. Оснащён тремя турбореактивными двигателями АИ-25 производства ЗМКБ «Прогресс» имени А. Г. Ивченко.

## Экипаж
Состав экипажа борта EY-87995 был таким:
- Командир воздушного судна (КВС) — Мэлс Сияров.
- Второй пилот — Юрий Дёмин.
- Бортмеханик — Низомиддин Буреев.
- Бортпроводник — И. Каюмов.

Пятым членов экипажа был Евгений Бабаджанов, штурман авиаотряда.

## Катастрофа
Як-40 борт EY-87995 прилетел в Хорог из Душанбе утром 28 августа. В то время в стране шла гражданская война, а сам Хорог был захвачен боевиками, поэтому в его аэропорту скопилось несколько сотен беженцев. Когда началась посадка, боевики, угрожая оружием, вывели всех пассажиров из самолёта и начали сажать на борт уже по своему усмотрению. В общей сложности в 28-местный салон был посажен 81 пассажир, включая 14 детей. Авиалайнер был сильно перегружен (на 3000 килограммов выше максимального взлётного веса), поэтому экипаж поначалу отказался взлетать, однако после угрозы расстрела был вынужден согласиться.
При взлёте лайнер пробежал по взлётно-посадочной полосе 1629 метров, после чего экипаж поднял носовую стойку шасси. Однако самолёт не взлетел, а продолжал мчаться по ВПП, пока не выкатился с неё. Пробежав по земле от торца ВПП ещё 150 метров, лайнер левой стойкой шасси врезался в бруствер неглубокого (30 сантиметров) арыка и затем столкнулся с камнем высотой 60 сантиметров. Ещё через 30 метров левое колесо шасси попало в промоину и разрушилось, а правое колесо столкнулось с бетонным дотом метровой высоты с отрывом плоскости, затем второй плоскости крыла, после чего лайнер рухнул в промоину реки Пяндж и разрушился.

## Последствия
Непосредственно на месте катастрофы были найдены 6 выживших — 4 пассажира и 2 члена экипажа (КВС и бортмеханик); позже оба члена экипажа умерли в больнице от полученных травм. Таким образом, общее число погибших в катастрофе составило 82 человека. Это крупнейшая авиационная катастрофа в истории Таджикистана и в истории самолёта Як-40.
Сразу после катастрофы все пассажирские полёты в Хорог были прекращены до конца гражданской войны.